# Euphaedra barnsi
Euphaedra barnsi is een vlinder uit de onderfamilie Limenitidinae van de familie Nymphalidae. De wetenschappelijke naam van de soort is voor het eerst geldig gepubliceerd in 1920 door James John Joicey & George Talbot.